# Steven Rüegg
Steven Rüegg (* 25. Januar 1990) ist ein Schweizer Fussballspieler.

## Karriere
Seine ersten Profieinsätze absolvierte der Mittelfeldakteur in der Spielzeit 2008/09 in der zweithöchsten Spielklasse beim FC Thun, als er in drei Ligapartien auflief. Sein Debüt gab er dabei am 9. April 2009 im Heimspiel gegen den FC Wohlen, als er in der 74. Minute für Pietro Di Nardo eingewechselt wurde.
Der Thuner Junior aus dem Dürrenast war in der Vorrunde der Saison 2009/10 beim BSC Young Boys (YB) U21 in der dritthöchsten Liga, der 1. Liga, unter Vertrag und spielte im Rahmen der Partnerschaft mit YB einige Spiele für die U21 des FC Thun in der 2. Liga interregional.
Zur Saison 2009/10 kehrte Steven Rüegg zu seinem Stammverein FC Thun ins Berner Oberland zurück, wo er einen Vertrag bis Juni 2012 unterzeichnete. Er wurde 2012 in das erweiterte Kader der ersten Mannschaft von Trainer Murat Yakin aufgenommen. Der Verein war in der Saison 2009/10 Challenge-League-Meister geworden und in die Axpo Super League aufgestiegen. Rüegg gehörte somit erstmals dem Kader eines Vereins in der höchsten Liga des Landes an. 2012 wechselte er zum FC Dürrenast, wo er bis 2017 spielte. Nach einer längeren Pause aufgrund anhaltender Verletzungsprobleme reaktivierte er seine Laufbahn 2020 noch einmal und schloss sich der zweiten Mannschaft des FC Spiez in der 4. Liga an.